# Устиколина
Устиколина је насељено мјесто у Босни и Херцеговини и припада ентитету Федерација Босне и Херцеговине. Сједиште је општине Фоча-Устиколина. Према попису становништва из 2013. у насељу је живјело 882 становника.
Овде се налази Храм Силаска Светог Духа на Апостоле у Устиколини.

## Географија
Устиколина се налази на путу између Фоче и Горажда, у уској равници, на ушћу реке Колуне у Дрину. Варошица је изникла 12 километара северно од Фоче, на левој обали реке Дрине.

## Историја
У турско време Устиколина је била велика трговачка варош са лепим положајем на важном друму. Њено име би значило кованицу од две речи "Ушће Колуне". Српски великаш Павле Раденовић (умро 1415) син Радина Јаблановића између других поседа у Подрињу, господарио је и Устиколином. Према старом запису у месту је око 1634. године живео извесни Павле Кујунџија. Код домаћина су свраћали скупљачи прилога, па тако и поп Дионизије Хиландарац.
По Гилфердингу, некад знатна варош (град) Устиколина је страдала под Турцима. Наводно је од њега (становника) настала оближња Фоча, а у близини старе обновљено је ново село Устиколина. Џамија у Устиколини се сматра за најстарију у Босни и Херцеговини. Њу је подигао 1466−1469. године Турхани Емин-Емир, један од команданата султанове војске. Поред џамије су темељи старе православне цркве (црквина), око које су пронађени гробови неколико калуђера.
Крајем 1933. године основано је Соколско друштво у Устиколини. За старешину је изабран Јеврем Беговац учитељ, за његовог заменика Мехмед Омербашић председник општине Устиколина а за начелника Данило Ташовић војни референт. Октобра 1939. године отворена је жељезничка станица на новој прузи Устипрача − Фоча.
Устиколина се до рата у БиХ налазила у саставу општине Фоча, чији је већи део остао у Републици Српској.
У Устиколини је 2. августа 1990. године основана прва муслиманска паравојна јединица.

## Становништво
|                      | 2013.        | 1991.          | 1981.          | 1971.          |
| Укупно               | 882 (100,0%) | 1 418 (100,0%) | 1 128 (100,0%) | 1 002 (100,0%) |
| Бошњаци              | 760 (86,17%) | 894 (63,05%)1  | 694 (61,52%)1  | 604 (60,28%)1  |
| Срби                 | 99 (11,22%)  | 470 (33,15%)   | 401 (35,55%)   | 372 (37,13%)   |
| Муслимани            | 10 (1,134%)  | –              | –              | –              |
| Босанци              | 5 (0,567%)   | –              | –              | –              |
| Остали               | 3 (0,340%)   | 47 (3,315%)    | 5 (0,443%)     | 4 (0,399%)     |
| Неизјашњени          | 2 (0,227%)   | –              | –              | –              |
| Црногорци            | 1 (0,113%)   | –              | 19 (1,684%)    | 14 (1,397%)    |
| Роми                 | 1 (0,113%)   | –              | 8 (0,709%)     | –              |
| Босанци и Херцеговци | 1 (0,113%)   | –              | –              | –              |
| Југословени          | –            | 7 (0,494%)     | –              | 6 (0,599%)     |
| Македонци            | –            | –              | 1 (0,089%)     | 2 (0,200%)     |

1. 1 На пописима од 1971. до 1991. Бошњаци су пописивани углавном као Муслимани.